# Kathedraal van de Ontslapenis van de Moeder Gods (Moskou)

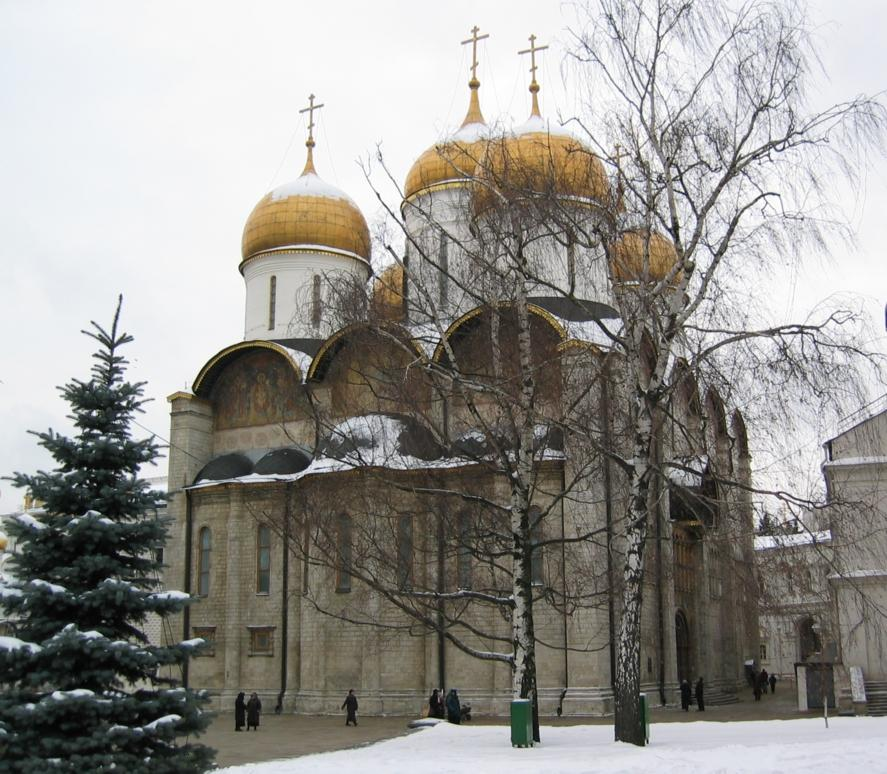
De Oespenskikathedraal in de winter, hier van de noordoostzijde

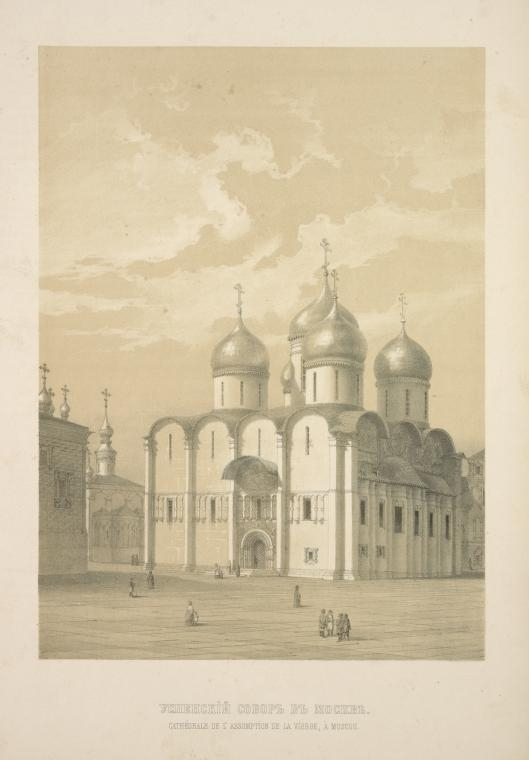
De Oespenskikathedraal (1856)

De Kathedraal van de Ontslapenis van de Moeder Gods ofwel Oespenskikathedraal (Russisch: Успенский собор, Oespenski sobor) is een kathedraal op het Kathedralenplein in het Moskouse Kremlin. Zij werd tussen 1475 en 1479 gebouwd door de Italiaanse architect Aristotele Fioravanti, op uitnodiging van Ivan de Grote. Vanaf het begin werd de kathedraal beschouwd als de belangrijkste kerk van Rusland. Hier werden de tsaren gekroond, en werden de Orthodoxe metropolieten en patriarchen van Moskou begraven. De kerk is gewijd aan het hoogfeest Ontslapen van de Moeder Gods.

## Geschiedenis
Reeds in de 14e eeuw liet vorst Ivan Kalita zich overtuigen om op deze plaats een kathedraal te bouwen die gewijd moest zijn aan het Ontslapen van de Moeder Gods, naar het gelijknamige voorbeeld in Vladimir. De bouwwerkzaamheden begonnen op 4 augustus 1326. Maar bijna 150 jaar later bevond de kerk zich in een dermate zorgwekkende toestand, dat in 1472 aan twee architecten uit Pskov, Kryvtsov and Mysjkin gevraagd werd een nieuwe kathedraal te bouwen. Nog voordat het gebouw voltooid was, stortte het in als gevolg van een aardbeving.
Toen besloot vorst Ivan III beroep te doen op een Italiaanse architect uit Bologna, Aristotele Fioravanti, die hij liet overkomen naar Moskou om de kathedraal te herbouwen die in overeenstemming was met de Byzantijns-Russische traditie. Fioravanti begaf zich eerst naar Vladimir om ter plaatse de Russische bouwmethoden en bouwstijl te bestuderen. Daarna ontwierp hij een origineel meesterwerk dat de geest van de Renaissance wist te combineren met de Russische traditie. De Oespenskikathedraal werd gebouwd tussen 1475 en 1479, en werd ingewijd door patriarch Gerontij.
In 1547 vond hier de kroning van tsaar Ivan de Verschrikkelijke plaats, en sindsdien werden alle Russische tsaren en tsarina’s hier gekroond. Ook de installatie van de Moskouse metropolieten en patriarchen voltrok zich in deze kathedraal, en zij werden er ook begraven. Het patriarchaat van Moskou werd echter afgeschaft door Peter de Grote, en weer ingesteld na de Februarirevolutie van 1917. Op 21 november van dat jaar werd patriarch Tichon in de kathedraal gewijd tot patriarch van Moskou en geheel Rusland.

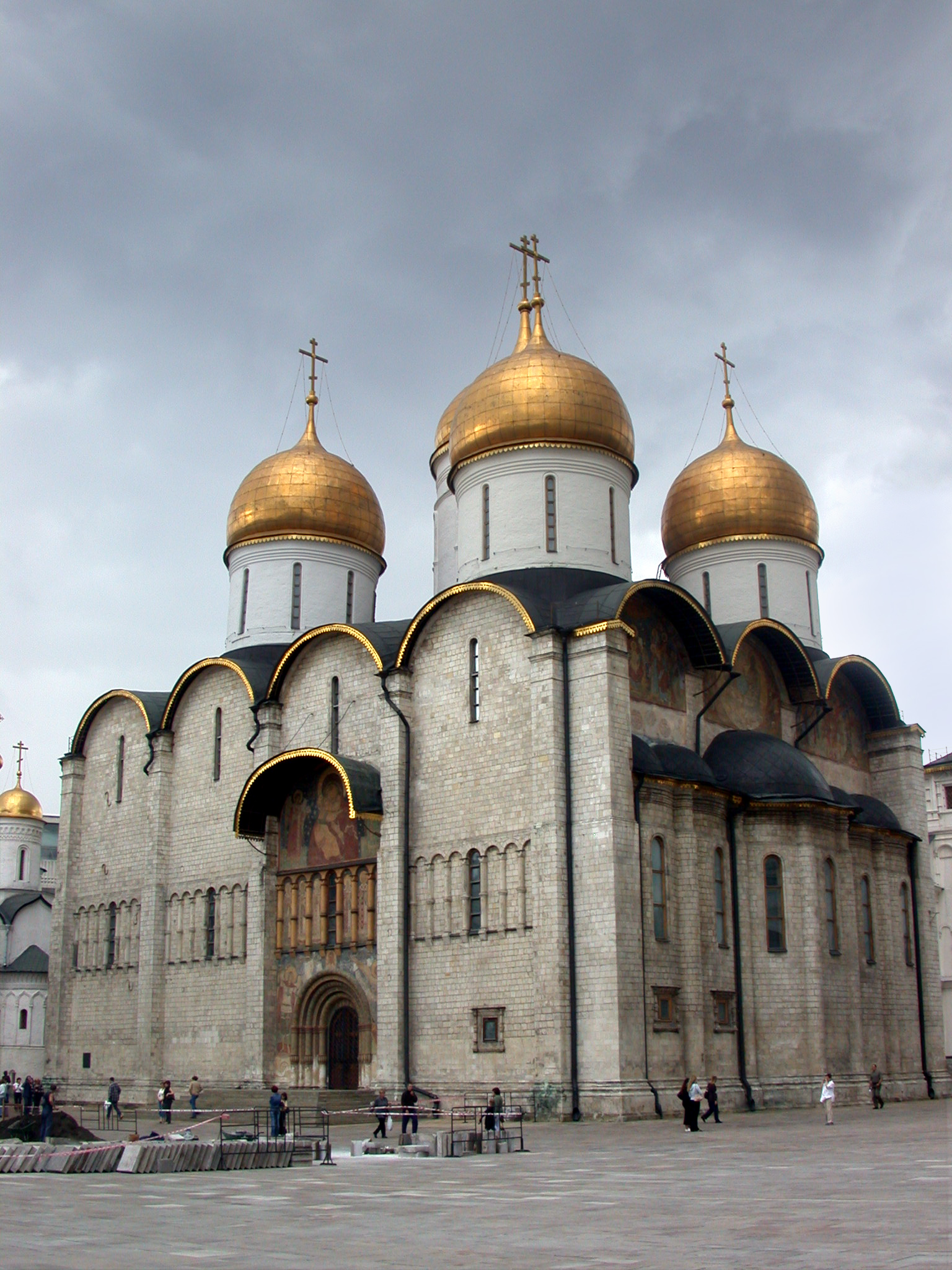
De Oespenskikathedraal, gezien vanaf het Kathedralenplein

Na de machtsovername door de bolsjewieken werden alle erediensten in de kerken van het Kremlin verboden. In 1918 gaf Lenin de uitzonderlijke toestemming om, voor de laatste maal, het Paasfeest te vieren in de Oespenskikathedraal. Deze dramatische gebeurtenis werd vereeuwigd in een onvoltooid gebleven schilderij van Pavel Korin. Sindsdien bleef de kathedraal decennialang gesloten. Er bestaat evenwel een legende die verhaalt dat Stalin er in 1941 in het diepste geheim een kerkdienst liet opdragen voor het welzijn van de Sovjet-Unie, die zwaar te lijden had onder de aanvallen van nazi-Duitsland.
In 1990 werd de Oespenskikathedraal eindelijk weer ter beschikking gesteld voor orthodoxe erediensten, al blijft ze in de eerste plaats een belangrijk historisch museum.

## Interieur
In de kathedraal bevinden zich kunstwerken van uitzonderlijke waarde en schoonheid.
De muren zijn versierd met fresco's die tussen 1642 en 1644 werden aangebracht door een kunstenaarsgroep onder de leiding van Sidor Pospejev en Boris Paisejin. Om ze een gouden glans te geven werden de muren eerst verguld. De vier centrale pilaren in het schip van de kathedraal zijn van onder tot boven beschilderd met meer dan 100 figuren van heiligen en martelaren.
De zogenaamde Monomach-troon, waarop Ivan de Verschrikkelijke werd gekroond, is versierd met beeldhouwwerk dat de heldendaden van vorst Vladimir Monomach vereeuwigt. Eén paneel toont hoe deze de kroon ontvangt van de Byzantijnse keizer Constantijn Monomachus. Deze afbeelding moet de sinds de 15e eeuw verspreide legende funderen dat de Russische vorsten de erfgenamen waren van de Byzantijnse keizers. De iconostase dateert uit 1652, maar bevat enkele iconen die beduidend ouder zijn.
Tijdens de zg. Vaderlandse oorlog van 1812 tegen Napoleon en zijn legers, in het bijzonder tijdens de Franse bezetting van Moskou, had het interieur van de kathedraal sterk te lijden. De Fransen gebruikten haar als paardenstal en hebben veel kostbaarheden geroofd, waarbij deze vaak onherstelbaar beschadigd zijn geraakt. De restauratie was kostbaar en heeft vele jaren geduurd. In de 19e eeuw had men weinig voeling meer met de Oudrussische cultuur en zijn de restauratiewerkzaamheden uitgevoerd naar de smaak van die tijd. Als gevolg is het authentieke Oudrussische karakter van het interieur maar ten dele behouden gebleven.